# Jurgen Degabriele
Jurgen Degabriele (Pietà, 10 ottobre 1996) è un calciatore maltese, attaccante dell'Hibernians e della nazionale maltese.

## Carriera

### Club
Inizia a giocare a calcio nelle giovanili dell'Hibernians, che nel 2013 lo aggrega alla prima squadra. Il 3 luglio 2014 esordisce nelle competizioni europee in Hibernians-Spartak Trnava (2-4), incontro preliminare valido per l'accesso alla fase a gironi di UEFA Europa League, subentrando all'81' al posto di Clayton Failla.

### Nazionale
Dopo aver giocato alcuni incontri con le selezioni giovanili, esordisce in nazionale il 29 maggio 2018 contro l'Armenia in amichevole (1-1), subentrando all'89' al posto di Michael Mifsud. Mette a segno la sua prima rete in nazionale il 3 settembre 2020 contro le Fær Øer, in un incontro di UEFA Nations League. Nel 2022 è stato eletto calciatore maltese dell'anno dalla MFA.

## Statistiche

### Presenze e reti nei club
Statistiche aggiornate al 29 marzo 2023.
| Stagione        | Squadra         | Campionato      | Campionato | Campionato | Coppe nazionali | Coppe nazionali | Coppe nazionali | Coppe continentali | Coppe continentali | Coppe continentali | Altre coppe | Altre coppe | Altre coppe | Totale | Totale |
| Stagione        | Squadra         | Comp            | Pres       | Reti       | Comp            | Pres            | Reti            | Comp               | Pres               | Reti               | Comp        | Pres        | Reti        | Pres   | Reti   |
| --------------- | --------------- | --------------- | ---------- | ---------- | --------------- | --------------- | --------------- | ------------------ | ------------------ | ------------------ | ----------- | ----------- | ----------- | ------ | ------ |
| 2013-2014       | Hibernians      | PL              | 5+8        | 1+1        | CM              | 2               | 2               | UEL                | 0                  | 0                  | SM          | 0           | 0           | 15     | 4      |
| 2014-2015       | Hibernians      | PL              | 16+6       | 2+1        | CM              | 3               | 0               | UEL                | 2                  | 0                  | -           | -           | -           | 27     | 3      |
| 2015-2016       | Hibernians      | PL              | 27         | 7          | CM              | 1               | 0               | UCL                | 0                  | 0                  | SM          | 0           | 0           | 28     | 7      |
| 2016-2017       | Hibernians      | PL              | 33         | 15         | CM              | 1               | 1               | UEL                | 1                  | 0                  | -           | -           | -           | 35     | 16     |
| 2017-2018       | Hibernians      | PL              | 26         | 11         | CM              | 2               | 2               | UCL                | 4                  | 0                  | SM          | 1           | 0           | 33     | 13     |
| 2018-2019       | Hibernians      | PL              | 18         | 4          | CM              | 2               | 1               | -                  | -                  | -                  | -           | -           | -           | 20     | 5      |
| 2019-2020       | Hibernians      | PL              | 7          | 3          | CM              | 2               | 0               | UEL                | 0                  | 0                  | -           | -           | -           | 9      | 3      |
| 2020-2021       | Hibernians      | PL              | 23         | 11         | CM              | 2               | 1               | UEL                | 2                  | 2                  | -           | -           | -           | 27     | 14     |
| 2021-2022       | Hibernians      | PL              | 21+5       | 13+1       | CM              | 4               | 0               | UCL+UECL           | 2+4                | 0+4                | -           | -           | -           | 36     | 18     |
| 2022-2023       | Hibernians      | PL              | 22         | 14         | CM              | 3               | 1               | UCL+UECL           | 2+4                | 0+1                | SM          | 1           | 0           | 32     | 16     |
| Totale carriera | Totale carriera | Totale carriera | 217        | 84         |                 | 22              | 8               |                    | 21                 | 7                  |             | 2           | 0           | 262    | 99     |

### Cronologia presenze e reti in nazionale
| Cronologia completa delle presenze e delle reti in nazionale ― Fær Øer | Cronologia completa delle presenze e delle reti in nazionale ― Fær Øer | Cronologia completa delle presenze e delle reti in nazionale ― Fær Øer | Cronologia completa delle presenze e delle reti in nazionale ― Fær Øer | Cronologia completa delle presenze e delle reti in nazionale ― Fær Øer | Cronologia completa delle presenze e delle reti in nazionale ― Fær Øer | Cronologia completa delle presenze e delle reti in nazionale ― Fær Øer | Cronologia completa delle presenze e delle reti in nazionale ― Fær Øer |
| Data                                                                   | Città                                                                  | In casa                                                                | Risultato                                                              | Ospiti                                                                 | Competizione                                                           | Reti                                                                   | Note                                                                   |
| ---------------------------------------------------------------------- | ---------------------------------------------------------------------- | ---------------------------------------------------------------------- | ---------------------------------------------------------------------- | ---------------------------------------------------------------------- | ---------------------------------------------------------------------- | ---------------------------------------------------------------------- | ---------------------------------------------------------------------- |
| 29-5-2018                                                              | Wattens                                                                | Armenia                                                                | 1 – 1                                                                  | Malta                                                                  | Amichevole                                                             | -                                                                      | 89’                                                                    |
| 1-6-2018                                                               | Schwaz                                                                 | Georgia                                                                | 1 – 0                                                                  | Malta                                                                  | Amichevole                                                             | -                                                                      | 82’                                                                    |
| 3-9-2020                                                               | Tórshavn                                                               | Fær Øer                                                                | 3 – 2                                                                  | Malta                                                                  | UEFA Nations League 2020-2021 - 1º turno                               | 1                                                                      | 71’                                                                    |
| 6-9-2020                                                               | Ta' Qali                                                               | Malta                                                                  | 1 – 1                                                                  | Lettonia                                                               | UEFA Nations League 2020-2021 - 1º turno                               | -                                                                      | 60’                                                                    |
| 10-10-2020                                                             | Andorra la Vella                                                       | Andorra                                                                | 0 – 0                                                                  | Malta                                                                  | UEFA Nations League 2020-2021 - 1º turno                               | -                                                                      | 61’                                                                    |
| 13-10-2020                                                             | Riga                                                                   | Lettonia                                                               | 0 – 1                                                                  | Malta                                                                  | UEFA Nations League 2020-2021 - 1º turno                               | -                                                                      | 69’                                                                    |
| 14-11-2020                                                             | Ta' Qali                                                               | Malta                                                                  | 3 – 1                                                                  | Andorra                                                                | UEFA Nations League 2020-2021 - 1º turno                               | 1                                                                      | 89’                                                                    |
| 17-11-2020                                                             | Ta' Qali                                                               | Malta                                                                  | 1 – 1                                                                  | Fær Øer                                                                | UEFA Nations League 2020-2021 - 1º turno                               | -                                                                      | 84’                                                                    |
| 24-3-2021                                                              | Ta' Qali                                                               | Malta                                                                  | 1 – 3                                                                  | Russia                                                                 | Qual. Mondiali 2022                                                    | -                                                                      | 46’                                                                    |
| 30-5-2021                                                              | Klagenfurt am Wörthersee                                               | Irlanda del Nord                                                       | 3 – 0                                                                  | Malta                                                                  | Amichevole                                                             | -                                                                      | 61’                                                                    |
| 4-6-2021                                                               | Klagenfurt am Wörthersee                                               | Kosovo                                                                 | 2 – 1                                                                  | Malta                                                                  | Amichevole                                                             | -                                                                      | 64’                                                                    |
| 8-10-2021                                                              | Ta' Qali                                                               | Malta                                                                  | 0 – 4                                                                  | Slovenia                                                               | Qual. Mondiali 2022                                                    | -                                                                      | 80’                                                                    |
| 11-10-2021                                                             | Larnaca                                                                | Cipro                                                                  | 2 – 2                                                                  | Malta                                                                  | Qual. Mondiali 2022                                                    | 1                                                                      | 70’                                                                    |
| 11-11-2021                                                             | Ta' Qali                                                               | Malta                                                                  | 1 – 7                                                                  | Croazia                                                                | Qual. Mondiali 2022                                                    | -                                                                      |                                                                        |
| 25-3-2022                                                              | Ta' Qali                                                               | Malta                                                                  | 1 – 0                                                                  | Azerbaigian                                                            | Amichevole                                                             | 1                                                                      | 65’                                                                    |
| 29-3-2022                                                              | Ta' Qali                                                               | Malta                                                                  | 2 – 0                                                                  | Kuwait                                                                 | Amichevole                                                             | -                                                                      | 58’                                                                    |
| 5-6-2022                                                               | Serravalle                                                             | San Marino                                                             | 0 – 2                                                                  | Malta                                                                  | UEFA Nations League 2022-2023 - 1º turno                               | -                                                                      |                                                                        |
| 9-6-2022                                                               | Ta' Qali                                                               | Malta                                                                  | 1 – 2                                                                  | Estonia                                                                | UEFA Nations League 2022-2023 - 1º turno                               | -                                                                      | 80’                                                                    |
| 12-6-2022                                                              | Ta' Qali                                                               | Malta                                                                  | 1 – 0                                                                  | San Marino                                                             | UEFA Nations League 2022-2023 - 1º turno                               | -                                                                      | 71’                                                                    |
| 23-9-2022                                                              | Tallinn                                                                | Estonia                                                                | 2 – 1                                                                  | Malta                                                                  | UEFA Nations League 2022-2023 - 1º turno                               | -                                                                      | 72’                                                                    |
| 27-9-2022                                                              | Ta' Qali                                                               | Malta                                                                  | 2 – 1                                                                  | Israele                                                                | Amichevole                                                             | -                                                                      | 46’                                                                    |
| 17-11-2022                                                             | Ta' Qali                                                               | Malta                                                                  | 2 – 2                                                                  | Grecia                                                                 | Amichevole                                                             | 1                                                                      | 80’                                                                    |
| 16-6-2023                                                              | Ta' Qali                                                               | Malta                                                                  | 0 – 4                                                                  | Inghilterra                                                            | Qual. Euro 2024                                                        | -                                                                      | 76’                                                                    |
| 19-6-2023                                                              | Trnava                                                                 | Ucraina                                                                | 1 – 0                                                                  | Malta                                                                  | Qual. Euro 2024                                                        | -                                                                      | 87’                                                                    |
| 6-9-2023                                                               | Ta' Qali                                                               | Malta                                                                  | 1 – 0                                                                  | Gibilterra                                                             | Amichevole                                                             | -                                                                      | 62’                                                                    |
| 11-6-2024                                                              | Grödig                                                                 | Malta                                                                  | 0 – 2                                                                  | Grecia                                                                 | Amichevole                                                             | -                                                                      | 46’                                                                    |
| 14-11-2024                                                             | Ta' Qali                                                               | Malta                                                                  | 2 – 0                                                                  | Liechtenstein                                                          | Amichevole                                                             | 1                                                                      | 46’                                                                    |
| 19-11-2024                                                             | Ta' Qali                                                               | Malta                                                                  | 0 – 0                                                                  | Andorra                                                                | UEFA Nations League 2024-2025 - 1º turno                               | -                                                                      | 25’                                                                    |
| Totale                                                                 |                                                                        | Presenze                                                               | 28                                                                     |                                                                        | Reti                                                                   | 6                                                                      |                                                                        |

## Palmarès

### Club

#### Competizioni nazionali
- Campionato maltese: 3

Hibernians: 2014-2015, 2016-2017, 2021-2022
- Coppa di Malta: 2

Hibernians: 2012-2013, 2024-2025
- Supercoppa di Malta: 2

Hibernians: 2015, 2022

### Individuale
- Calciatore maltese dell'anno: 1

2022